# Bronisław Malewski
Bronisław Malewski (ur. 4 lutego?/16 lutego 1874 w Kutaisi, zm. 22 lutego 1920 w Warszawie) – generał podporucznik lekarz Wojska Polskiego, poseł do I Dumy i na Sejm Ustawodawczy RP.

## Życiorys
Był synem Władysława Gustawa, urzędnika cywilnej administracji rosyjskiej, i Eleonory z Daszewskich. Miał siedmioro rodzeństwa. Żonaty z Jadwigą z Ciświckich, z którą miał córkę Hannę. Studiował nauki przyrodnicze w Petersburgu gdzie związał się z katolickim księdzem Fryderykiem Jozefatem Żyskarem (Giscard) i medycynę Warszawie. Podczas studiów w Warszawie przystąpił do Związku Młodzieży Polskiej „Zet”. W 1899 po aresztowaniu Jana Załuski został przewodniczącym koła ZMP w Warszawie. należał także do miejscowej Bratniej Pomocy (samorządu studenckiego), konspiracyjnych kół samokształceniowych oraz piastował kierownicze stanowisko w uczelnianym kole Towarzystwa Oświaty Narodowej. W 1899 uzyskał dyplom lekarski. Po odbyciu jednorocznej obowiązkowej służby wojskowej w armii rosyjskiej praktykował w Nałęczowie i Grodzisku Mazowieckim. Oprócz praktyki lekarskiej zajmował się działalnością polityczną i społeczną. Był posłem z Lubelskiego do I Dumy. Był członkiem Ligi Narodowej przed 1903 rokiem. 
Podczas praktyki lekarskiej w Nałęczowie należał do Nałęczowskiego Towarzystwa Kredytowego, był inicjatorem powstania m.in. Szkoły Instruktorów Koszykarskich (1903), następnie szkoły zabawkarskiej, warsztatów tkackich, był członkiem komitetu budowy nałęczowskiej łaźni (Domu Kąpieli Ludowych), współorganizował powstanie Muzeum Ziemi Lubelskiej w Nałęczowie (składało się z trzech działów: etnograficzny, przyrodniczy i archeologiczny), Malewski został pierwszym kustoszem działu etnograficznego. Po przeniesieniu się do Lublina prezesował Polskiej Macierzy Szkolnej. W 1909 został kierownikiem zakładu leczniczego w Grodzisku Mazowieckim, w którym znacząco podniósł poziom świadczonych usług medycznych. Został wiceprezesem gniazda Towarzystwa Gimnastycznego „Sokół” w Grodzisku oraz prezesem Czerwonego Krzyża w pobliskim Błoniu.
W sierpniu 1914 zmobilizowany został do Armii Imperium Rosyjskiego. W carskiej służbie wojskowej pozostawał do października 1917, służąc w jednostkach liniowych i szpitalach.
Na początku 1918 został naczelnym lekarzem I Korpusu Polskiego w Rosji w stopniu pułkownika. 
18 grudnia 1918 przyjęty został do Wojska Polskiego, w stopniu pułkownika, przydzielony do Ministerstwa Spraw Wojskowych i wyznaczony na stanowisko szefa Departamentu Sanitarnego. Organizator wojskowej Służby Zdrowia. 27 grudnia 1918, na własną prośbę, został zwolniony z Wojska Polskiego w stopniu generała majora. Od 27 marca 1919 przysługiwał mu tytuł generała podporucznika lekarza
26 stycznia 1919, w wyborach parlamentarnych uzyskał mandat poselski z listy bezpartyjnej, ogólnonarodowej w Okręgu XV (powiaty: grójecki, błoński i lewy brzeg warszawskiego). W Sejmie Ustawodawczym został członkiem Komisji Wojskowej i referentem Komisji Zdrowia Publicznego oraz członkiem koła poselskiego „Związek Sejmowy Ludowo Narodowy”, którego przewodniczącym był Wojciech Korfanty. 22 lutego 1920 w Warszawie zginął w wypadku samochodowym. Pochowany w Lublinie.
Był żonaty z Jadwigą z domu Ciświcka, z którą miał syna Andrzeja i córkę Hannę (1911–1983).

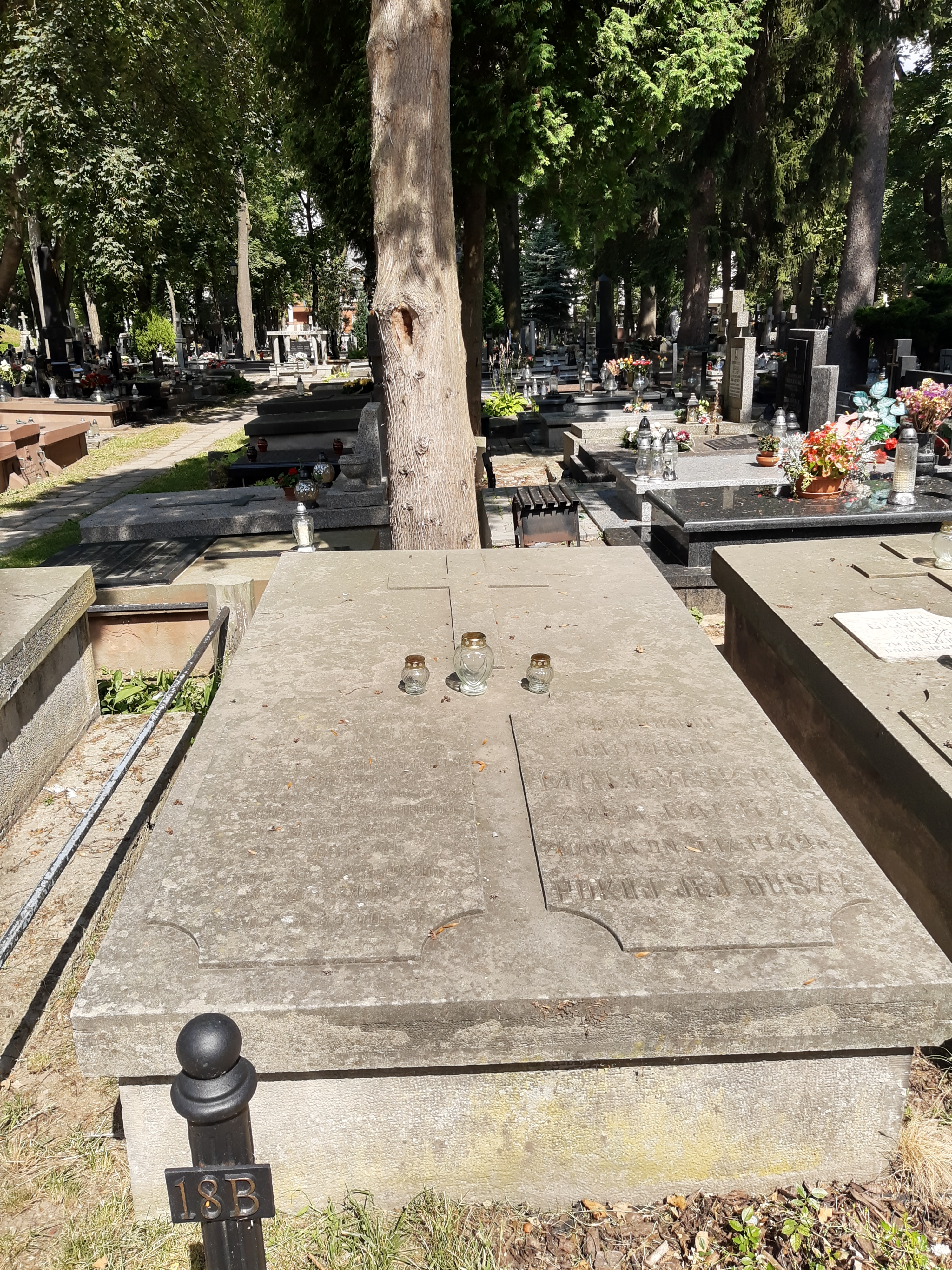
Grób gen. Bronisława Malewskiego na cmentarzu przy Lipowej